# Clemensia chala
Clemensia chala là một loài bướm đêm thuộc phân họ Arctiinae, họ Erebidae.